# Mirusia Louwerse
Mirusia Louwerse (29 de marzo de 1985) es una cantante soprano australiana. Ella se desempeña como Mirusia y es vista como "La estrella inconvencional del Pop" y "El Ángel de Australia".

## Carrera
Louwerse nació en Brisbane, Australia, y asistió a Ormiston College. Se graduó en diciembre de 2006 del Queensland Conservatorium en Brisbane, obteniendo un Bachillerato en Música en Interpretación en Voz Clásica. En 2006, Louwerse se convirtió en la ganadora más joven del Premio Dame Joan Sutherland.
Su tía, que vive en Países Bajos, se puso en contacto con André Rieu para contarle el talento de su sobrina. Escuchó su voz en su página web y la llamó enseguida y dos días más tarde estaba delante de él en su estudio listo para cantar.
Ha estado de gira con el violinista y director de orquesta holandés André Rieu desde 2007 como su estrella soprano. Ella es de ascendencia neerlandesa y puede hablar neerlandés con fluidez. En mayo de 2008, André Rieu y Louwerse lanzaron un álbum titulado Waltzing Matilda en Australia. Fue el #1 en las listas Pop y permaneció allí por muchas semanas y se convirtió en el 20º álbum más vendido en Australia en 2008.
Ella aparece en la mayor parte de los DVD y los CD de Rieu incluyendo "I lost my hearth in Heidelberg" (2009) ella canta la canción del título "Perdí mi corazón en Heidelberg", así como "Zwei kleine Italiener" , "In mir klingt ein Lied", y (con Carla Maffioletti y los Armonistas Cómicos de Berlín) "Adieu, mein kleiner Gardeoffizier".

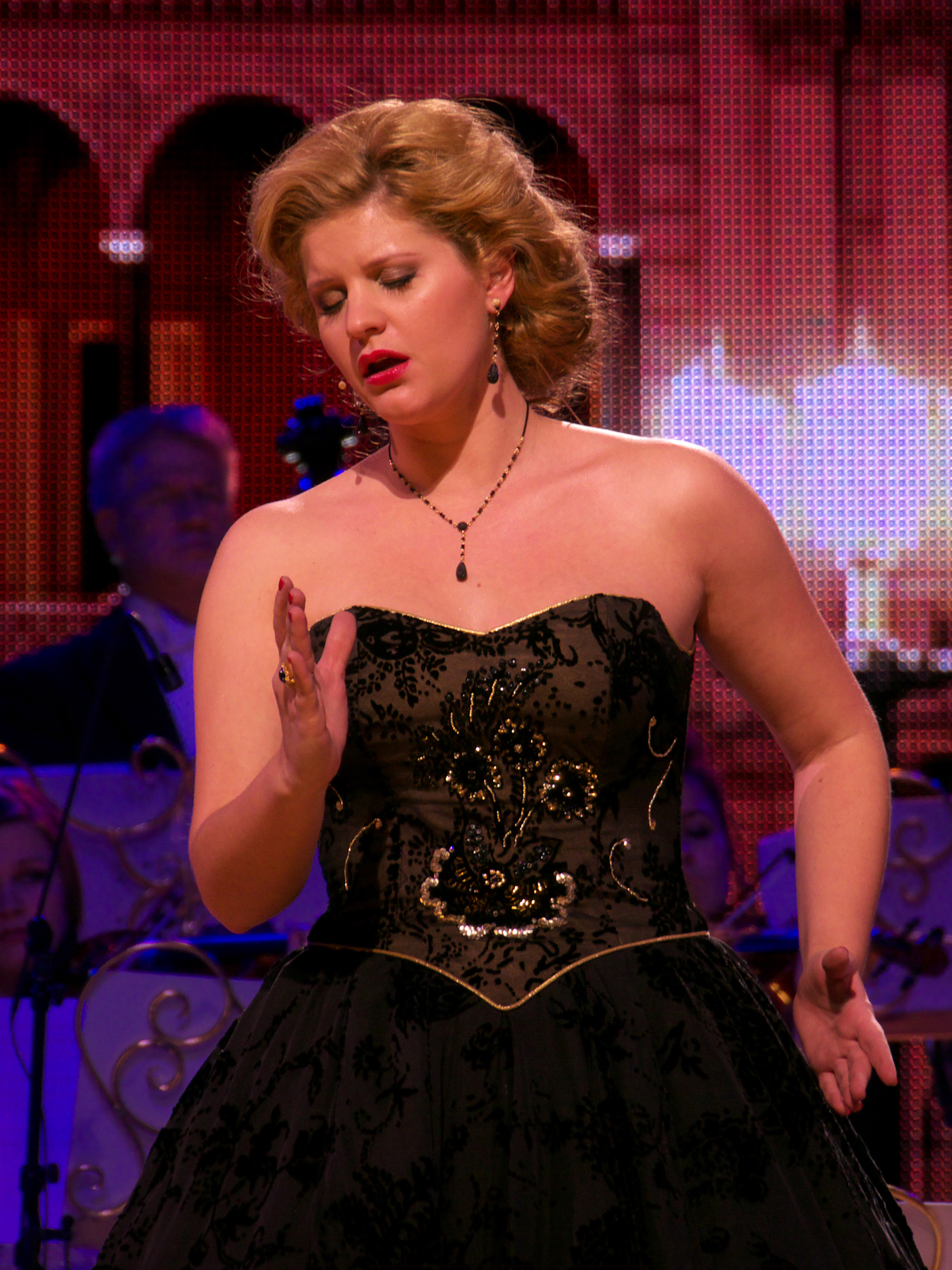
Louwerse, enero de 2011

Su álbum en solitario Always & Forever fue lanzado en Australia el 8 de octubre de 2010, y fue directamente al #17 en las listas de ARIA. Fue lanzado en Holanda en diciembre de 2010. Su DVD Always & Forever fue lanzado en marzo de 2011 y se mantuvo en la posición #1 en las listas de DVD de ARIA durante 4 semanas. En 2012, Louwerse ganó el ARIA #1 Chart Award por Always & Forever y fue el único artista clásico en recibir este premio.
En 2013, Louwerse actuó con André Rieu en el concierto de coronación del Rey de Holanda, Willem-Alexander. En este mismo año, para celebrar el centésimo cumpleaños de Benjamín Britten, actuó bajo la batuta de John Curro con el Requiem de Guerra de Britten de la Sinfónica de la Juventud de Queensland en el Queensland Performing Arts Center. 2013 también vio a Louwerse embarcarse en su primera gira nacional a escala completa de los Países Bajos en su "My Second Home Tour", que también fue filmado para DVD y lanzado como "Beautiful That Way" en DVD y CD. En 2014, Louwerse viajó con su gira en solitario "Mis Cosas Favoritas" agotando taquillas en Holanda y Australia.
Lanzó su último CD y DVD titulado "This Time Tomorrow" en mayo de 2016. El CD es una grabación en estudio y el DVD fue filmado en directo en los Países Bajos. Tanto el CD como el DVD figuran en el Top 10 de las lista holandesas y australianas, con la posición más alta del CD en #1 en las listas de ARIA Classical Crossover y el DVD en el #4 de ARIA Music DVD Charts.
Mirusia tuvo un tour en 2016 y comenzó en 2017 con su gira de conciertos "This Time Tomorrow" a nivel internacional con 40 conciertos.
Actualmente, Mirusia estará de gira internacionalmente con su nueva gira de conciertos 'From the Heart' que comenzó en Holanda en marzo de 2017.

## Caridad
Louwerse es embajadora de la Australian Children's Music Foundation y cree firmemente que si los niños están expuestos a la música o están involucrados en la música, crecerán para ser mejores seres humanos. Desde 2010, Louwerse ha participado en conciertos para recaudar fondos para el ACMF. Ella recaudó más de $ 260,000 en 2013, para el ACMF, la Fundación Redland y el Hospital Infantil Mater, y fue reconocido con el premio "QLD Volunteer of the Year". Louwerse es también la embajadora de la Fundación Redland, mostrando su apoyo a su comunidad donde creció y aún vive hoy. Ella es la Embajadora Estrella de la Fundación de la Red Social Neerlandesa, que ayuda a recaudar fondos para los niños enfermos y sus padres y la fuente de equipos médicos importantes y tratamientos a través de redes sociales.

## Vida personal
En julio o agosto de 2015, Mirusia Louwerse se casó con su novio Youri Wystyrk. La boda fue un asunto muy celebrado con André Rieu escribiendo una pieza especial de música y filmando un videoclip de la pareja antes de su boda.

## Discografía
| Año  | Álbum                                                                                               |
| ---- | --------------------------------------------------------------------------------------------------- |
| 2006 | She Walks in Beauty (lamzamiento independiente no disponible)                                       |
| 2007 | Songs of Inspiration (ABC Classics)                                                                 |
| 2008 | Waltzing Matilda (Universal Music Australia) #1 ARIA pop charts                                     |
| 2008 | Waltzing Matilda – Edición especial Nueva Zelanda (Universal Music New Zealand)                     |
| 2008 | Ich tanze mit Dir in den Himmel Hinein (Universal Music Germany)                                    |
| 2008 | Passionnément (Universal Music France)                                                              |
| 2009 | I Lost My Heart in Heidelberg (DVD) (Universal) (aparición con André Rieu)                          |
| 2010 | Always & Forever (CD) (Universal Music Australia y Universal Music Netherlands) #1 classical charts |
| 2011 | Always & Forever (DVD) (Universal Australia) #1 ARIA DVD charts                                     |
| 2012 | Home (lanzamiento independiente)                                                                    |
| 2013 | Beautiful That Way (CD y DVD) (Timbre Records) lanzamiento en Europa                                |
| 2014 | Beautiful That Way (CD y DVD) (Timbre Records/Universal Australia)                                  |
| 2014 | My Favorite Things (CD) (Timbre Records) lanzamiento en Europa                                      |
| 2015 | Wonderful World (DVD) (Universal) (Aparición con André Rieu)                                        |
| 2015 | Roman Holiday (CD) (Universal) (Aparición con André Rieu)                                           |
| 2016 | This Time Tomorrow (CD & DVD) (Timbre Records/Fanfare Records) #1 ARIA Classical Crossover Charts   |
| 2017 | From The Heart (CD) (Timbre Records)                                                                |